# Chornice
Chornice (en allemand : Kornitz) est une commune du district de Svitavy, dans la région de Pardubice, en Tchéquie. Sa population s'élevait à 857 habitants en 2024.

## Géographie
Chornice se trouve à 22 km au nord-ouest de Svitavy, à 81 km au sud-est de Pardubice et à 172 km à l'est-sud-est de Prague.
La commune est limitée par Městečko Trnávka et Bezděčí u Trnávky au nord, par Vrážné au nord-est, par Vysoká et Březinky à l'est, par Biskupice et Víska u Jevíčka au sud, et par Jevíčko à l'ouest.

## Histoire
La première mention écrite du village date de 1258.

## Transports
Par la route, Chornice se trouve à 13 km de Moravská Třebová, à 33 km de Svitavy, à 45 km d'Olomouc, à 105 km de Pardubice et à 218 km de Prague. 
À la périphérie nord du village se trouve la gare ferroviaire de Chornice, où passe la ligne de Moravská Třebová à Dzbel et Velké Opatovice. En 2011, le transport de passagers a été interrompu. En décembre 2014, le trafic passagers a repris sur le tronçon entre Dzbel, Chornice et Moravská Třebová. Vers Velké Opatovice, le transport a repris en 2017.

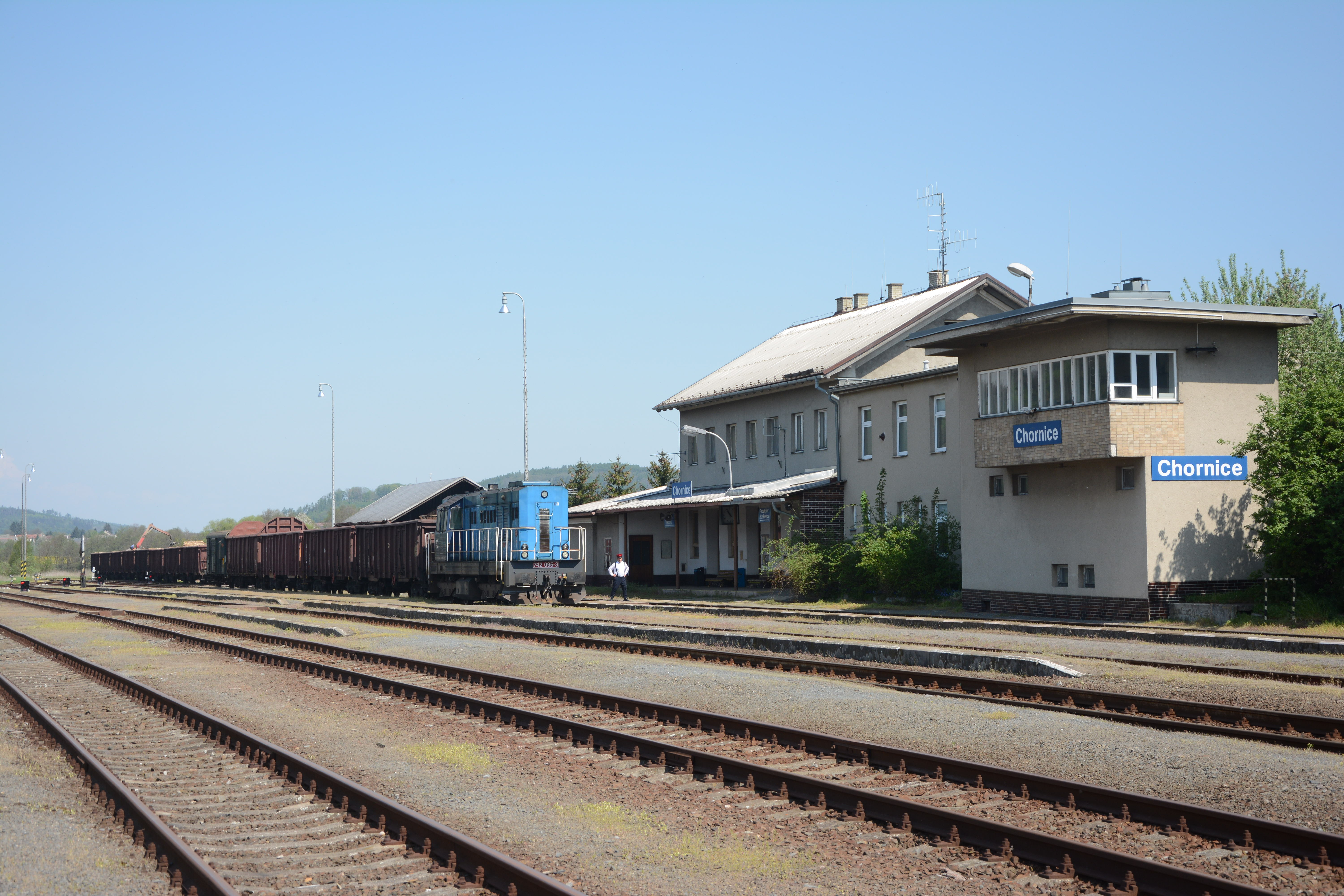
Chornice : gare ferroviaire